# いごねり

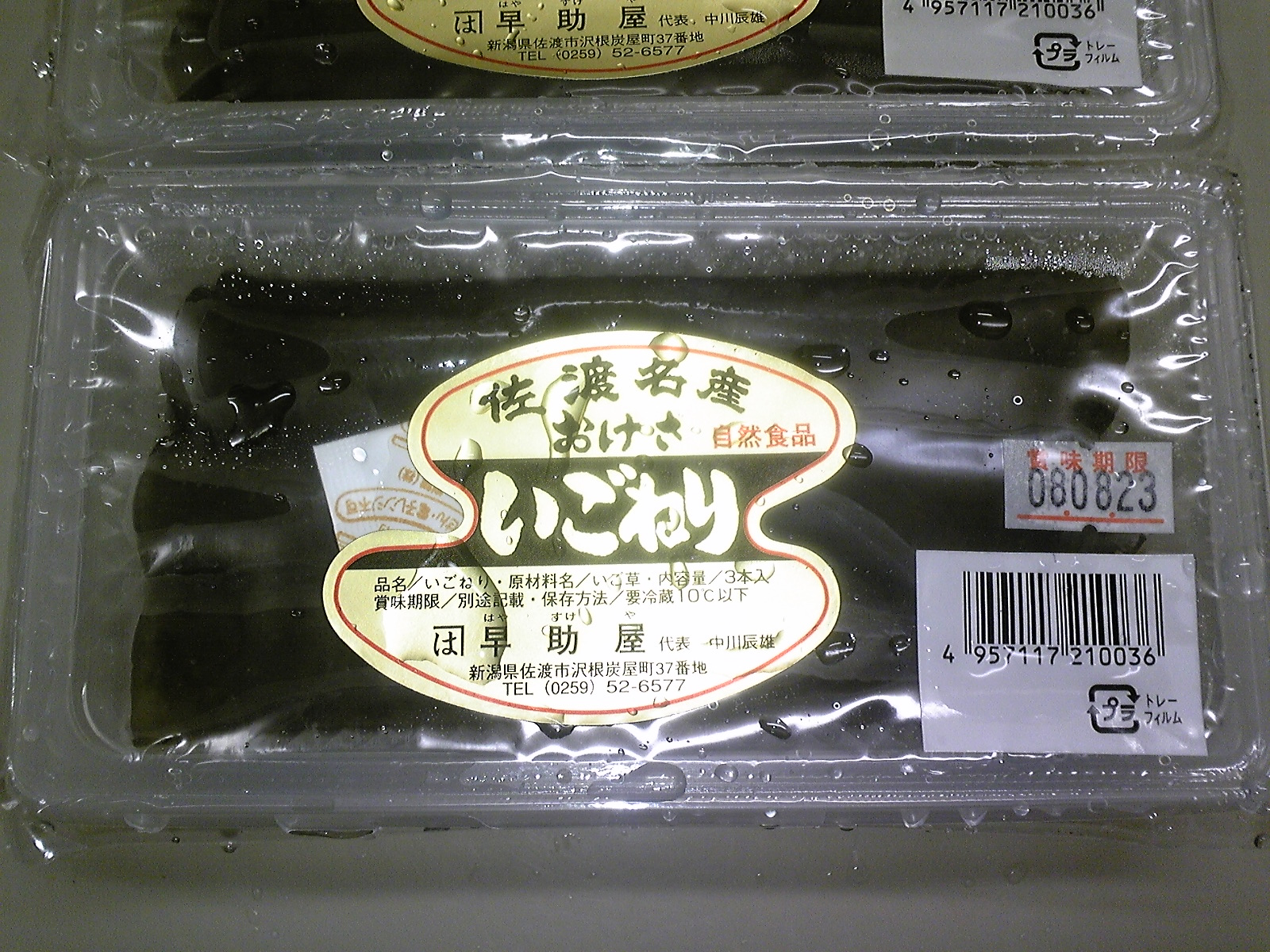
いごねり

いごねり・えごねり、またはいご・えごは、北日本の主に日本海側および佐渡島で食される郷土料理。海藻加工食品である。

## 概要
石川県能登・新潟県（本土、佐渡島）・山形県・秋田県・青森県および長野県北部などの広い地域で食べられている。佐渡地方では「いご」、その他の地域では「えご」などと呼ばれる。九州のおきゅうとが北前船や漁船の往来によって、博多から能登半島の輪島を経由して佐渡に入り、そこから越後各地へと伝わったといわれている。なお、類似した食品は全国各地にある。
カロリーも低く、食物繊維が豊富なため、ダイエットのために食べる人も増えている。
長野県飯山市では、「えご」の名称で「飯山市選択無形民俗文化財」に選択している。

## 製法
古くから伝わる伝統食品で、乾燥したいご草（エゴノリ）を煮溶かし、よく練ったものを冷やして固めて作られる。えごは箱状に成型したもので、いごねりは薄く成型したものであると紹介するサイトもある。

## 食べ方

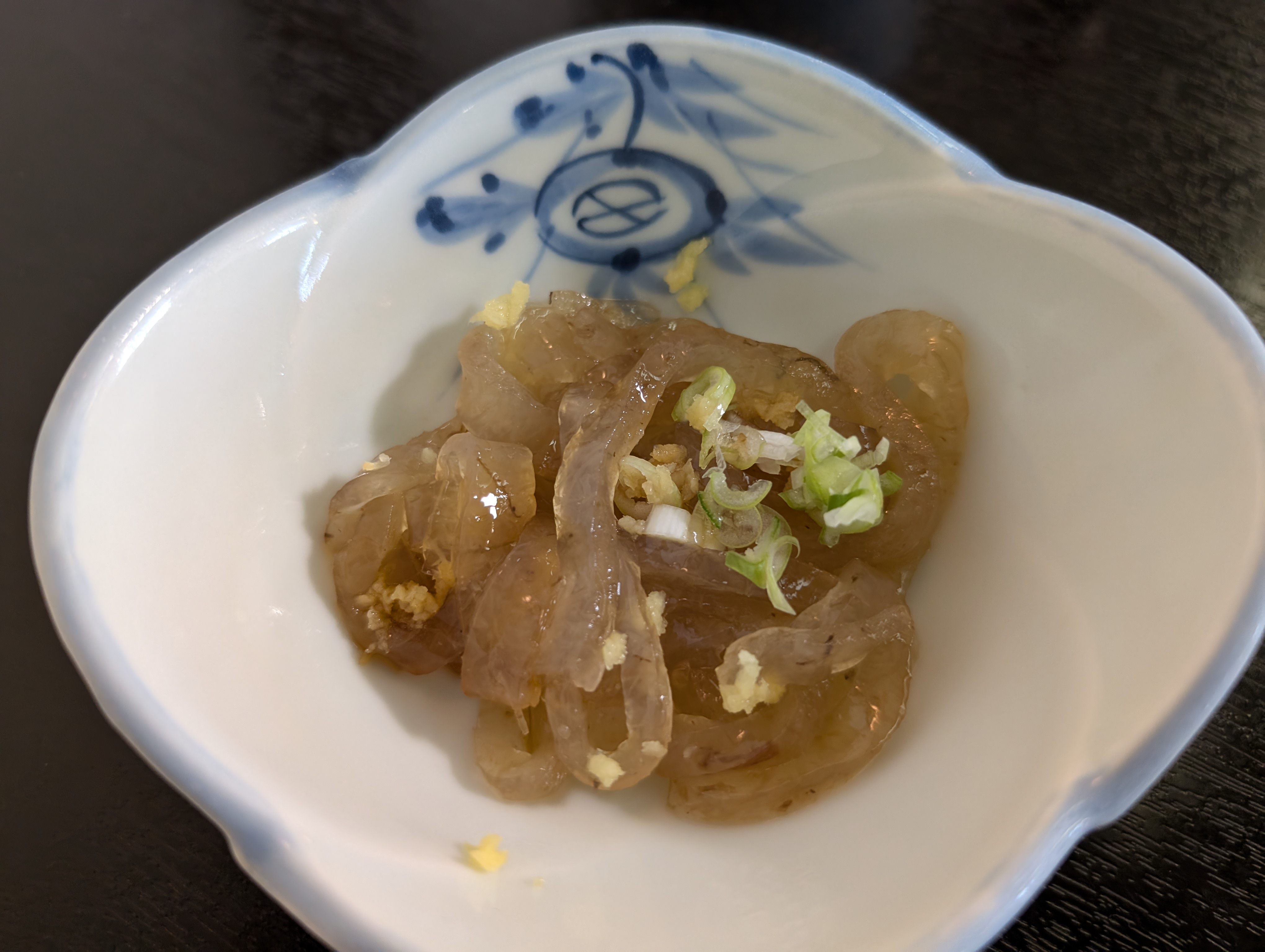
佐渡のいごねりの小鉢

佐渡島と本土では食べ方が違い、佐渡では薄く成型されたものを巻いてきしめん状に細く切った上で盛り付け、甘口醤油または生姜醤油をかけて食べるのが一般的であるが、本土では、箱状に成型されたものを刺身状に切って盛り付け、ポン酢や醤油・酢味噌で食べるのが一般的である。
好みで小ねぎやショウガなどの薬味を乗せたり、和からしを添えることもある。